# Smalbandad ekbarkbock
Smalbandad ekbarkbock (Plagionotus arcuatus) är en art i insektsordningen skalbaggar som tillhör familjen långhorningar.

## Kännetecken
Den smalbandade ekbarkbocken har en kroppslängd på mellan 8 och 20 millimeter. Den har svart kropp med gula tvärband både på huvudet, halsskölden och täckvingarna. Antennerna och benen är gula. 

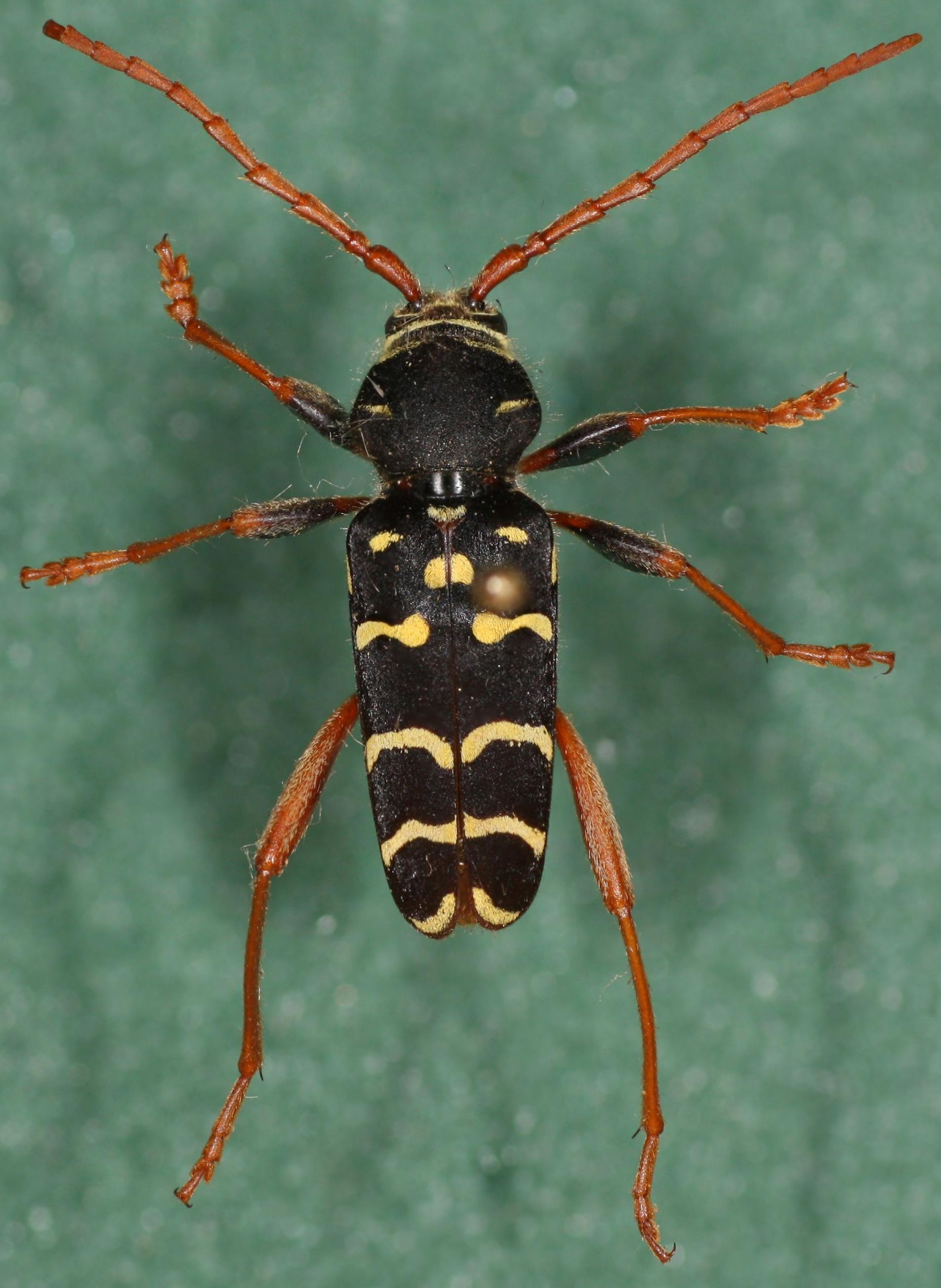
Hane

## Utbredning
Den smalbandade ekbarkbocken finns i Sverige från Skåne till Uppland och är vanlig i områden med regelbunden avverkning av ek. Den finns även i Danmark och södra Norge. I Finland finns bara enstaka fynd. Den finns vidare i Baltikum, Mellaneuropa, Sydeuropa, Turkiet och Kaukasus.

## Levnadssätt
Den smalbandade ekbarkbockens färgteckning i svart och gult, som påminner om en getings, är en form av mimikry som skyddar skalbaggen mot fiender. Den har även ett rörelsemönster som påminner om en getings. Larven lever på ek och i sällsynta fall på andra lövträd. Veden ska vara nyligen död. Larven lever först under barken för att senare äta sig längre in i veden. Den kan ibland göra skada på ekvirke. Efter 2 år är larven färdigutvecklad och förpuppas då i veden eller i barken. Den fullvuxna skalbaggen kan man hitta på solexponerad ekved från slutet av maj till början av juli.